# Франциус, Отто
Отто Франциус (нем. Otto Franzius; 30 мая 1877, Бремен — 29 марта 1936, Ганновер) — немецкий инженер-строитель, профессор и ректор Технического университета Ганновера (1933—1934); создатель проекта «искусственного озера» Машзее; член НСДАП (с 1929/1933).

## Биография
Отто Франциус родился 30 мая 1877 года в Бремене; являлся племянником инженера Людвига Франциуса (Ludwig Franzius, 1832—1903). Отто получал высшее образование в Берлине, Мюнхене и Дрездене; среди его преподавателей был Хуберт Энгельс (Hubert Heinrich Engels, 1854—1945), который ранее работал на его дядю. В 1903 году Отто Франциус получил премию Шинкеля за свою конструкцию летающего парома через Кильский канал под Брунсбюттелем. В 1904 году он стал архитектором прусского правительства — входил в состав отдела водного строительства при гидротехнической инспекции Ратенова. В начале 1906 года он перешел на работу на Кильскую Императорскую верфь (Kaiserliche Werft Kiel, KWK), где в 1907 стал морским архитектором (Marinehafenbaumeister).
С 1909 года Франциус работал ассистентом в Берлинском техническом университете. С 1 апреля 1913 года он состоял состоял членом Строительного совета в родном Бремене — пока 1 ноября не получил позицию профессора гидротехники в Техническом университете Ганновера; с 1933 по 1934 год являлся также ректором данного учебного заведения. В 1933 году Франциус вступил в НСДАП: вследствие «хороших отношений с партийным руководством» он стал членом партии «ретроактивно», с 1 января 1929 (партийный билет № 114614). Будучи ректором, он принимал участие в удалении из ВУЗа Густава Носке, отчислении по политическим причинам студента Курта Отто, а также — в изгнании «по расовому признаку» почетного профессора Хуго Кулька (Hugo Kulka, 1883—1933). 11 ноября 1933 года Отто Франциус был среди более 900 ученых и преподавателей немецких университетов и вузов, подписавших «Заявление профессоров о поддержке Адольфа Гитлера и национал-социалистического государства» — документ подписали все его профессора-коллеги по университету. В 1935 году Франциус общался с Карлом фон Терцаги, дав негативную оценку Гитлеру и сообщив, что считает войну с СССР неизбежной: разговор стал одной из причин, сподвигнувших Терцаги отказаться от профессорской позиции в Германии.
Отто Франциус являлся создателем проекта и ответственным за гидротехническую и водохозяйственную часть при сооружении водохранилища — «искусственного озера» — Машзее (Maschsee). Церемония закладки первого камня состоялась только 21 марта 1934, а само озеро было торжественно открыто 21 мая 1936 года. В 1930 году Франциус отправился в Китай — по рекомендации своего бывшего учителя Хуберта Энгельса — где в течение семи месяцев проводил исследования в области гидротехнических проектов для Желтой реки, Хуайхэ и Императорского канала. В 1933 году он стал президентом-основателем ганноверского Ротари-клуба. Кроме того он состоял членом Немецкого исследовательского фонда по механике почв (Deutsche Gesellschaft für Bodenmechanik, Degebo). Отто Франциус скончался 29 марта 1936 года в Ганновере.

## Работы
- Gemeinsam mit dem Marine-Hafenbaumeister Heinrich Mönch publizierte Franzius um 1905 eine Darstellung Der Bau der neuen Trockendocks auf der kaiserlichen Werft in Kiel.
- Entwurf für eine Schiffbarmachung der Leine von Hannover bis Northeim: Im Auftrag des Vereins für die Leineschiffahrt. Göhmann, Hannover 1919.
- Совместно с Hermann Proetel: Der wasserwirtschaftliche Ausbau der Rur (Roer) in der Nord-Eifel. Hamel, Düren-Rheinland 1927.
- Der Grundbau. Unter Benützung einer ersten Bearbeitung von O. Richter. Springer, Berlin 1927.
- mit Wilhelm Buchholz und Karl Heinze: Die Wasserwege Niedersachsens. Hannover 1930.
- Der Huangho und seine Regelung. Teil 1. In: Die Bautechnik. 9 (12. Juni 1931), Heft 26, S. 397—404.
- Der Huangho und seine Regelung. Teil 2. In: Die Bautechnik. 9 (10. Juli 1931), Heft 30, S. 450—455.
- Die Regelung des Hwai Ho, des Kaiserkanals usw. In: Die Bautechnik. 11 (19. September 1933), Heft 40, S. 568—578.
- Die Rückkehr zur Landeskultur. Sonderabdruck aus der Monatsschrift Volk und Reich. 1933, Heft 8, S. 690—699.
- Gutachten über die Peiner Kastenspundwand. Ilseder Hütte, Abt. Peiner Walzwerk, 1933.
- Nationalsozialismus, eine Weltanschauung? In: Hannoversche Hochschulblätter. (März 1934) Nr. 6, S. 77-78.
- Der Verkehrswasserbau: Ein Wasserbau-Handbuch für Studium und Praxis. Springer, Berlin 1927.
  - Waterway Engineering. Cambridge 1936.